# Refuge du Pelvoux
Il refuge du Pelvoux è un rifugio francese situato nel comune di Pelvoux (dipartimento Alte Alpi) nel massiccio des Écrins, nelle Alpi del Delfinato, a 2.704 m s.l.m.

## Storia

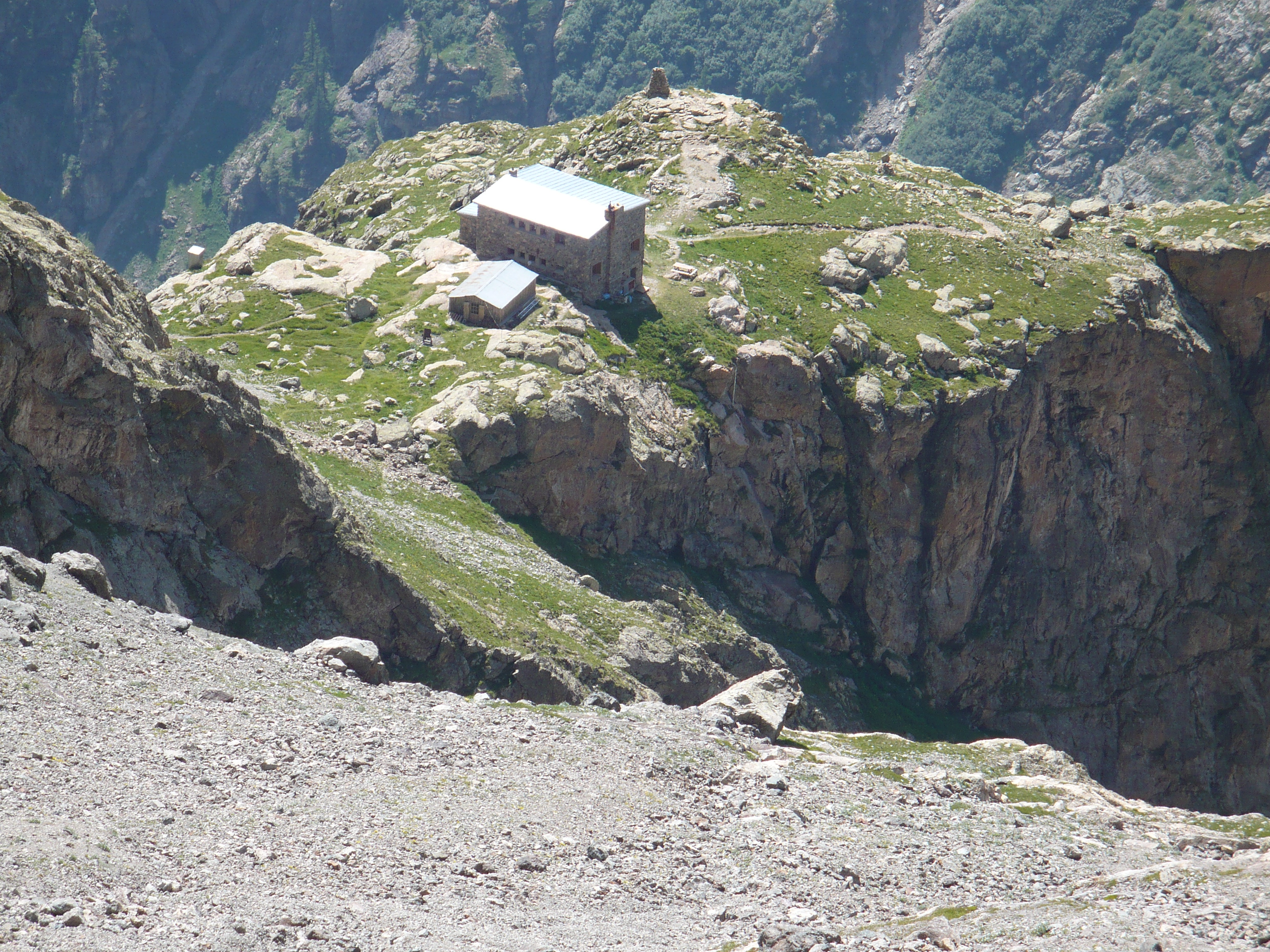
il rifugio visto dall'alto.

## Caratteristiche e informazioni
Il rifugio è costruito su uno sbalzo erboso del versante sud del monte Pelvoux.

## Accessi
Dalla località  Ailefroide del comune di Pelvoux il rifugio è raggiungibile in circa tre ore. Ci si inoltra lungo il torrente Celse Nière. Più in alto si abbandona il fondovalle e si sale sulla sinistra orografica fino al rifugio.

## Ascensioni
- Monte Pelvoux - 3.932 m
- Pic Sans Nom - 3.914 m

## Traversate
- Rifugio del Sélé - 2.511 m